# Erzsébet Márkus
Erzsébet Márkus-Peresztegi, född 23 augusti 1969 i Sopron, Ungern, är en före detta ungersk tyngdlyftare. Hon blev olympisk silvermedaljör i 69-kilosklassen i Sydney 2000 och vann en bronsmedalj i världsmästerskapen 1999.